# Scott Parse
Scott Parse (* 5. September 1984 in Kalamazoo, Michigan) ist ein ehemaliger US-amerikanischer Eishockeyspieler, der im Verlauf seiner aktiven Karriere zwischen 2002 und 2013 unter anderem 79 Spiele für die Los Angeles Kings in der National Hockey League (NHL) auf der Position des rechten Flügelstürmers bestritten hat. Darüber hinaus absolvierte Parse weitere 134 Partien in der American Hockey League (AHL).

## Karriere
Scott Parse begann seine Karriere als Eishockeyspieler bei den Tri-City Storm, für die er in der Saison 2002/03 in der Juniorenliga United States Hockey League (USHL) aktiv war. Anschließend spielte der Flügelstürmer vier Jahre lang für die Mannschaft der University of Nebraska Omaha in der Central Collegiate Hockey Association (CCHA) im Spielbetrieb der National Collegiate Athletic Association (NCAA). In diesem Zeitraum wurde er im NHL Entry Draft 2004 in der sechsten Runde als insgesamt 174. Spieler von den Los Angeles Kings aus der National Hockey League (NHL) ausgewählt.
Zunächst gab er jedoch gegen Ende der Saison 2006/07 sein Debüt im professionellen Eishockey für die Grand Rapids Griffins in der American Hockey League (AHL). Nachdem der Rechtsschütze die folgenden beiden Jahre ausschließlich bei Los Angeles’ Farmteams, den Manchester Monarchs in der AHL und Reading Royals in der ECHL verbracht hatte, stand er in der Saison 2009/10 erstmals für die Los Angeles Kings in der NHL auf dem Eis. Im Verlauf des Spieljahres etablierte er sich im NHL-Kader der Kings. Aufgrund einer hartnäckigen Hüftverletzung, die er sich im November 2010 zugezogen hatte, absolvierte Parse in den Spielzeiten 2010/11 und 2011/12 nur 16 Partien. Er gehörte damit auch nicht zu den Spielern, die infolge des Stanley-Cup-Gewinns in den Playoffs 2012 auf der Trophäe verewigt wurden. Ebenso erhielt der Angreifer im Sommer 2012 keinen neuen Vertrag in der Organisation der Los Angeles Kings.
Als Free Agent fand der Offensivspieler im September 2012 in den Albany Devils aus der AHL einen neuen Arbeitgeber. Auch dort konnte Parse verletzungsbedingt in nur 15 Spielen mitwirken, woraufhin der 28-Jährige seine aktive Karriere am Ende der Saison 2012/13 für beendet erklärte.

## Erfolge und Auszeichnungen
| - 2003 USHL All-Rookie Team - 2005 CCHA First All-Star Team - 2006 CCHA Player of the Year | - 2006 NCAA West First All-American Team - 2007 CCHA First All-Star Team - 2007 NCAA West Second All-American Team |

## Karrierestatistik
(Legende zur Spielerstatistik: Sp oder GP = absolvierte Spiele; T oder G = erzielte Tore; V oder A = erzielte Assists; Pkt oder Pts = erzielte Scorerpunkte; SM oder PIM = erhaltene Strafminuten; +/− = Plus/Minus-Bilanz; PP = erzielte Überzahltore; SH = erzielte Unterzahltore; GW = erzielte Siegtore; 1 Play-downs/Relegation; Kursiv: Statistik nicht vollständig)